# En kolibris liv
En kolibris liv (koreanska: 벌새, Beol-sae) är en sydkoreansk dramafilm från 2018 skriven och regisserad av Kim Bora. Filmen hade premiär på Busans Internationella Filmfestival i New Currents-sektionen i oktober 2018, där den vann NETPAC Award och KNN Audience Award.  Vid den Berlins 69:e Internationella Film Festival tilldelades En kolibris liv Grand Prix av Generation 14plus internationella jury för bästa film. 

## Handling
Filmen utspelar sig i Seoul 1994, alla är fokuserade på fotbolls-VM i USA, Nordkorea sörjer sin avlidna diktator och Seongsu-bron har kollapsat. Allt detta sker i bakgrunden när filmen följer den 14-åriga Eunhee som vandrar genom staden. 

## Rollista
| - Park Ji-hoo – Eun-hee - Kim Sae-byuk – Young-ji - Jung In-gi – Eun-hees far - Lee Seung-yeon – Eun-hees mamma - Park Soo-yeon – Soo-hee - Son Sang-yeon – Dae-hoon - Park Seo-yoon – Ji-sook | - Jung Yoon-seo – Ji-wan - Seol Hye-in – Yoo-ri - Hyung Young-seon – Eun-hees farbror - Gil Hae-yeon – Young-jis mamma - Park Yoon-hee – Homeroom-lärare - Son Yong-beom – Joon-tae - Ahn Jin-hyun – Min-ji |